# 1894년 영화
다음은 1894년 영화에 관한 정보이다. 1894년 영화계의 사건과 영화 목록, 영화인에 대해 다룬다.

## 사건
- 1월 7일
  - 미국의 윌리엄 케네디 딕슨이 활동사진에 대한 특허를 따냈다.
  - 미국의 토머스 에디슨이 전용 스튜디오 '블랙 마리아'에서 자신의 조수였던 프레드 오트가 재채기하는 모습을 키네토스코프로 촬영하였다.[1]
- 4월 14일: 미국 뉴욕시 브로드웨이 1155번지의 홀랜드 브라더스 키네토스코프 상영실 (Holland Brothers' Kinetoscope Parlor)에서 키네토스코프의 첫 상업적 시연회가 열렸다.[2]
- 6월 6일: 미국의 찰스 프랜시스 젠킨스가 인디애나주 리치몬드에서 관객들을 상대로 사전에 촬영한 활동사진을 상영하였다. 초창기 활동사진 상영회에 관한 최초의 기록 중 하나.[3]

이밖에도 토머스 에디슨이 필름에 음성을 동시 재생하는 실험을 진행하였는데, 축음기 실린더에 키네토스코프의 이미지를 적당히 결합해 보여주는 키네토폰이라는 물건이 발명되었다. 뉴욕에서 처음 문을 연 키네토스코프 상영실은 미국 주요 도시마다 문을 열기 시작했다. 각 상영실마다 여러 대의 키네토스코프를 운영한 것으로 기록되어 있다.
한편 미국계 영국인이었던 버트 에이크스가 70mm 필름을 처음 개발하여, 헨리 로열 레가타 조정대회를 촬영하는 데 성공했다.

## 영화
- 버트 에이크스의 단편
  - 새프론 힐의 까마귀 (Crows on Saffron Hill)
  - 미들섹스 해들리그린의 건초마차 (Haycart Crossing Hadley Green, Middlesex)
- 샤를에밀 레노의 단편
  - 탈의실 옆에서 (Autour d'une cabine)
  - 난로가의 꿈 (Rêve au coin du feu)
- 에티엔쥘 마레의 단편
  - 떨어지는 고양이 (Falling Cat)
  - 자유낙하 고양이 (Chat En Chute Libre)
- 윌리엄 케네디 딕슨의 단편
  - 술집 풍경 (A Bar Room Scene)
  - 알레니의 권투 원숭이 (Alleni's Boxing Monkeys)
  - 아마추어 체조선수 제2편 (Amateur Gymnast, No. 2)
  - 애너벨의 나비춤 (Annabelle Butterfly Dance)
  - 애너벨의 태양춤 (Annabelle Sun Dance)
  - 애니 오클리 (Annie Oakley)
  - 아르망 다리 (Armand D'Ary)
  - 막대 든 선수 (Athlete with Wand)
  - 유모차의 아기들 (Babies in High Chairs)
  - 밴드 드릴 (Band Drill)
  - 베르톨디 시리즈 (Bertoldi - Mouth Support, Table Contortion)
  - 권투 (Boxing)
  - 권투하는 고양이 (Boxing Cats (Prof. Welton's))
  - 날뛰는 야생마 (Bucking Broncho)
  - 버팔로 빌 (Buffalo Bill)
  - 버팔로 댄스 (Buffalo Dance)
  - 장대를 든 케이시도 (Caicedo (with Pole))
  - 박차를 단 케이시도 (Caicedo (with Spurs))
  - 카르멘시타 (Carmencita)
  - 중국인 세탁소 풍경 (Chinese Laundry Scene)
  - 중국인 아편굴 (Chinese Opium Den)
  - 닭싸움 (The Cock Fight)
  - 닭싸움 제2편 (Cock Fight, No. 2)
  - 키네토그라프 앞에 선 코빗과 커트니 (Corbett and Courtney Before the Kinetograph)
  - 큐피드의 춤 (Cupid's Dance)
  - 춤 (Dance)
  - 복부춤 (Dance du Ventre)[6]
  - 딕슨의 실험 유성영화 (The Dickson Experimental Sound Film)
  - 싸우는 개 (Dogs Fighting)
  - 에디슨 직원의 소풍 (Edison Employee Picnic)
  - 팬시 클럽 스윙어 (Fancy Club Swinger)
  - 호이트의 '밀크 화이트 플래그' 제1막 피날레 (Finale of 1st Act, Hoyt's 'Milk White Flag')
  - 화재 구조 현장 (Fire Rescue Scene)
  - 프레드 오트의 재채기 (Fred Ott's Sneeze)
  - 새를 쥐고 있는 프레드 오트 (Fred Ott Holding a Bird)
  - 프랑스 무희들 (French Dancers)
  - 글렌로이 브라더스 (Glenroy Bros)
  - 하지 체리프 (Hadj Cheriff)
  - 하일랜드의 춤 (Highland Dance)
  - 인간 피라미드 (Human Pyramid)
  - 혼배커 대 머피의 결투 (The Hornbacker-Murphy Fight)
  - 일본 황실의 춤 (Imperial Japanese Dance)
  - 브로드소드 펜싱을 하는 숙녀들 (Lady Fencers (With Broadswords))
  - 포일 펜싱을 하는 숙녀들 (Lady Fencers (With Foils))
  - 올가미 묘기 (Lasso Exhibition)
  - 올가미 던지기 (Lasso Thrower)
  - 레오너드 대 쿠싱의 결투 (Leonard-Cushing Fight)
  - 곡예사 루이스 마티네티 (Luis Martinetti, Contortionist]]
  - 천의 얼굴을 가진 남자 (Man of a Thousand Faces)
  - 메이 루카스 (May Lucas)
  - 평행봉에 오른 남자 (Men on Parallel Bars)
  - 멕시코 검투 (Mexican Knife Duel)
  - 루시 머레이 양 (Miss Lucy Murray)
  - 캐피테인 아가씨 (Mlle. Capitaine)
  - 오르간 악사 제1편·제2편 (Organ Grinder, No. 1, Organ Grinder, No. 2)
  - 동양풍 춤 (Oriental Dance)
  - 쥐잡기 (Rat Killing)
  - 쥐떼와 테리어 제2편·제3편 (Rats and Terrier No. 2, Rats and Terrier No. 3)
  - 쥐뗴와 족제비 (Rats and Weasel)
  - 루스 데니스 (Ruth Dennis)
  - 샌도 - 샌도 제1편: 에디슨 키네토스코프의 기념품 스트립 ((Sandow No. 1) Souvenir Strip of the Edison Kinetoscope), 샌도 제2편 (Sandow No. 2), 샌도 제3편 (Sandow No. 3)
  - 셰이크 하지 타하르 (Sheik Hadji Tahar)
  - 수족의 영매춤 (Sioux Ghost Dance)
  - 재주넘는 개 (Summersault Dog)
  - 검투 (Sword Combat)
  - 이발소 (The Barbershop)
  - 카니발 댄스 (The Carnival Dance)
  - '패싱 쇼'의 피커니니 춤 (The Pickaninny Dance, from the 'Passing Show')
  - 미망인 (The Widder)
  - 레슬링 개 (The Wrestling Dog)
  - 토팩과 스틸 (Topack and Steele)
  - 투유 키치 (Toyou Kichi)
  - 훈련받은 곰 (Trained Bears)
  - 공중그네 (Trapeze)
  - 실패한 공중제비 (Unsuccessful Somersault)
  - 월튼과 슬래빈 (Walton and Slavin) 시리즈 - 존 슬래빈과 찰스 F. 월튼을 주연으로 한 영화로 1편, 2편, 3편, 4편까지 나왔다.
  - 회오리 권총돌리기 (Whirlwind Gun Spinning)
  - 놀라운 재주를 부리는 개 (Wonderful Performing Dog)
  - 레슬링 경기 (Wrestling Match)

- 미스 제리 (Miss Jerry) - 알렉산더 블랙 감독

## 탄생
- 1월 3일 - 미국의 배우 자수 피츠 (~1963)
- 1월 8일 - 미국의 배우·감독 킹 바이더 (~1982)
- 2월 14일 - 미국의 희극배우 잭 베니 (~1974)
- 5월 2일 - 미국의 배우 노마 탈매지 (~1957)
- 5월 20일 - 미국의 배우 에스텔 타일러 (~1958)
- 6월 16일 - 미국의 배우 노먼 케리 (~1956)
- 7월 25일 - 미국의 배우 월터 브레넌 (~1974)
- 7월 27일 - 네덜란드의 배우 미엔티어 클링 (~1966)
- 8월 10일 - 미국의 감독 앨런 크로슬랜드 (~1936)
- 9월 15일 - 프랑스의 감독 장 르누아르 (~1979)
- 9월 26일 - 미국의 배우 글래디스 브로크웰 (~1929)
- 9월 27일 - 미국의 배우 올리브 텔 (~1951)
- 10월 7일 - 캐나다의 할리우드 감독 델 로드 (~1970)
- 10월 20일 - 미국의 배우 올리브 토머스 (~1920)
- 10월 27일 - 스웨덴의 배우 아그다 헬린 (~1984)
- 11월 9일 - 미국의 배우 매 마쉬 (~1968)
- 11월 13일 - 미국의 배우 니타 날디 (~1961)
- 12월 8일 - 프랑스의 배우 마르테 비노 (~1974)

## 데뷔
- 애너벨 위포드 무어 - 《애너벨의 태양춤》
- 윌리엄 코트니 - 《미스 제리》